# غابرييل فوري

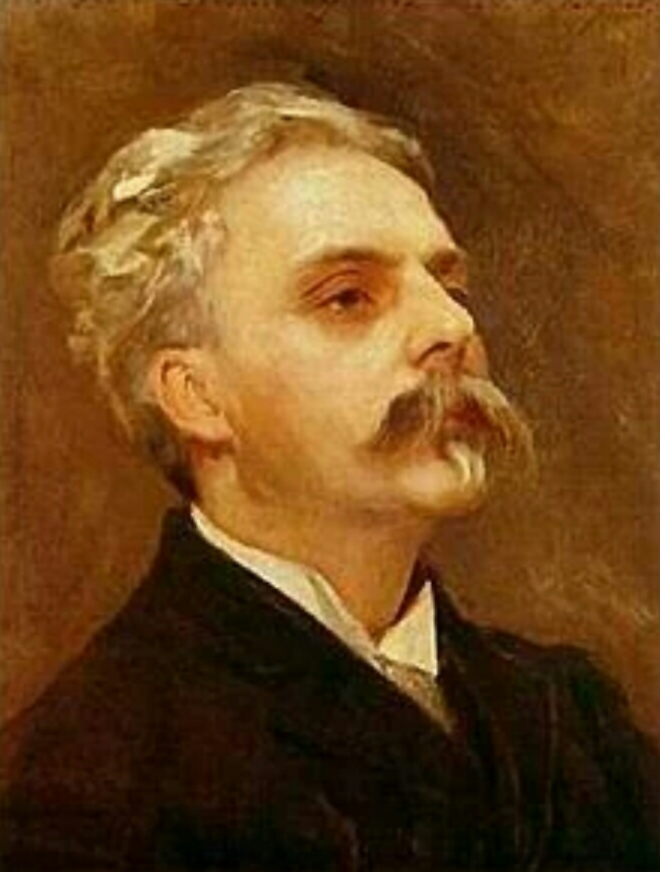
غابرييل فوري

غابرييل فوري (بالفرنسية: Gabriel Fauré)‏ (عاش بامييه، أرييج-فرنسا 1845 - توفي باريس 1924 م) هو مؤلف موسيقي فرنسي. برع في فن الميلوديا وموسيقى الحجرة، ألف العديد من القطع للبيانو، وله موسيقى القداس الجنائزية (Requiem) المشهورة. شغل منصب مدير المعهد الموسيقى لباريس (1902-1920 م).

## حياته

### السنوات الأولى

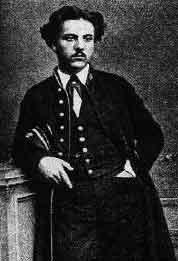
جابرييل فوريه، 1860

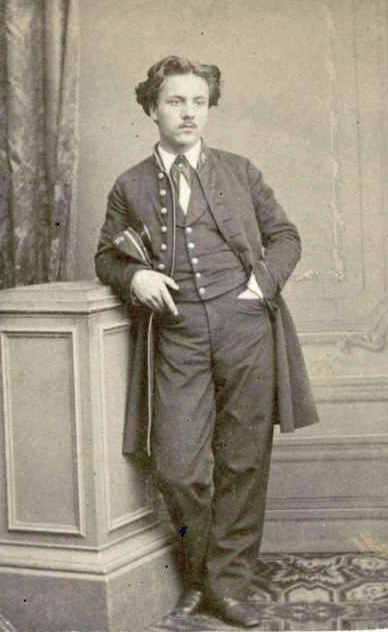
فوريه وهو طالب، 1864

كان فوريه الابن الأصغر من ستة أبناء (منهم بنت واحدة) ولد من أبوين يدعيان توسينت أنريه فوري وماري أنطوانيت هيلين لالين لابريد، كان عضوا من الطبقة الأرستقراطية الصغرى. أرسل جابرييل إلى مرضعة في قرية فيرنوال لأربع سنوات. في عام 1849 تعين والده مديرا لمدرسة نورمال في مونتجوزي قرب فوا ولاحقا يتذكر فوريه أنه في بدايات طفولته قضى الساعات يعزف على آلة الهارمونيام في الإبرشية الملحقة بالمدرسة. كانت هناك سيدة عجوز تأتي لتسمعه وتقدم النصح فأخبرت والده عن موهبته الموسيقية، يشارك شخص يدعى بيرنارد دلجاي في شرف كونه مدرسه الأول في الموسيقى. أثناء صيف 1853 دافور دو سوبياك وهو مسئول في الجمعية الفرنسية، سمعه ونصح والده أن يرسله لمدرسة الموسيقى الكلاسيكية والدينية التي أسسها لويس نيدرماير للتو في باريس. بعد عام من التأمل قرر توسينت أنريه أن مدرسة نيدرماير كما أطلق عليها لاحقا، يمكنها إعداد ابنه لمهنة قائد الجوقة مع تشجيع مواهبه الفطرية. اصطحب جابرييل لباريس في رحلة دامت ثلاثة أيام في 1854. ظل فوريه طالبا في مدرسة نادريماير الداخلية لمدة 11 سنة، أثناء ذلك ساعدته منحة دراسية من اسقف باميير. كانت دراساته التي تركت أثرا حاسما على أسلوبه أساسا للموسيقى الكنسية (الغناء البسيط والأرغن وأعمال موسيقى عصر النهضة البوليفونية) بما أنه تقرر أن يصير الطلاب عازفي أرغن وقادة الجوقة؛ اكتمل التدريب الموسيقي بالدراسات الأدبية الجادة. تعلم فوريه الأرغن خلال المدرس كلمنت لوريت والهارموني على يد لويس ديتش والكونترابنط والفوجة على يد خافيير فاكنثولر والبيانو والغناء البسيط والتأليف على نادرمير نفسه. وفاة نادرمير ادت إلى اللقاء المحظوظ بين فوريه وسان صانز، الذي تلقى الآن فصل البيانو. عرف طلابه على الموسيقى المعاصرة التي لم تكن جزءا من منهج المدرسة بما في ذلك شومان وليست وفاغنر وسرعان ما امتد تعليمه وراء البيانو للتأليف الموسيقي. أول أعمال فوريه الباقية، «الرومانس» على أشعار فكتور هوغو وعدة مقطوعات بيانو ترجع لهذه الفترة. مشواره كطالب في مدرسة نادرمير اكتمل في 1865: فاز بالجائزة الأولى في التأليف (عن عمل كانتيك دي جان راسين، المنصنف رقم 11 (بالفرنسية: Cantique de Jean Racine)‏ وفي الفوغة والكونترابنط. حصل في السابق على جوائز في السولفيج والهارموني والبيانو وجائزتين في الأدب.

### عازف أرغن ومؤلف موسيقي

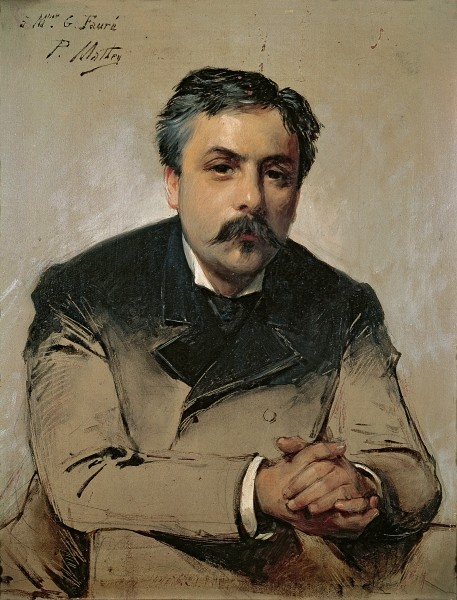
لوحة فوريه بريشة بول ماثي

التعيين الأول لفوريه كان كعازف أرغن في سانت سوفور في رينز، حيث مكث من يناير 1866 حتى مارس 1866. الحياة الإقليمية الجادة لم تلائمه وتسبب في فضيحة في الكنيسة المحلية حين عزف كمصاحب لمشهد الكنيسة في مسرحية فاوست لجونو في المسرح. مع ذلك وجد بعد العائلات الودودة التي ألقى عليها دروس. الترتيب الزمني لإنتاجه عام 1875 غير دقيق. سنواته في رينز كان ظاهريا فترة تاليف مكثف حين كتب بعض مقطوعات البيانو لطلابه وقام بعدة محاولات في الشكل السيمفوني والموسيقى الكنسية وأول أغانيه حيث كان يبحث بوضوح عن أسلوب شخصي. لدى العودة لباريس تعين في الحال مساعد عازف أرغن في كنيسة نوتردام حيث مكث لعدة أشهر فقط. خلال الحرب الفرانكو بروسية التحق بالتجنيد في سلاح المشاة في الحرس الإمبريالي وشارك في الحرب لرفع الحصار عن باريس. لدى إطلاق سراحه تعين عازف أرغن في الكنيسة الباريسية سانت أونريه ديلاو. خلال مدة الكميونة مكث في رامبوليت وقضى كل الصيف في سويسرا حيث قام بتدريس التأليف الموسيقي في مدرسة نادرماير حيث لجأ في كورس سوس لاوزن. لدى عودته لباريس تعين مساعد عازف أرغن في سانت سالييس وصار زائرا منتظما في صالون سان صانز حيث التقى بكل أعضاء المجتمع الموسيقي الباريسي؛ في عام 1872 عرفه سان صانز على صالون باولين فياردوت. تضمن اصدقاؤه داندي ولالو وهنري دوبارك وايمانويل شابرييه الذي شكل معهم الجمعية القومية للموسيقى في 1871. اللقاءات التالية لهذه الجمعية كانت المناسبات لكثير من العروض الأولى لأعماله.
في يناير 1874 غادر سانت سالييس لينوب عن سان صانز في كنيسة مادلين أثناء غيابه. حين استقال سان صانز عام 1877 خلفه تيودور دوبوا كعازف أرغن وأصبح فوريه قائد الجوقة. في يوليو عقد خطبته على ماريان فياردوت ابنة باولين التي أحبها لخمس سنوات لكن الفتاة فسخت الخطبة التي شعرت بالمزيج من العاطفة والخوف نحو خطيبها. ساعده بعض الأصدقاء وهم أسرة كليرك ليستعيد نفسه. في هذا الوقت كتب ثلاثة روائع في شبابه: سوناتا الكمان الأولى ورباعية البيانو الأولى وبالاد للبيانو. تلا ذلك فترة من الجولات الموسيقية. في وايمار 1877 التقى مع ليست الذي كان يعزف شامشون ودليلة لسان صانز وقدم له بالاد مصنف رقم 19 الذي قال عنه ليست أنه أصعب من اللازم في العزف. لكن اهتمام فوريه الأساسية لمشاهدة أعمال فاجنر ادى به للذهاب إلى كولونيا 1879 ليشاهد عروض ذهب الراين والفالكري وميونخ لمشاهدة خاتم النيبلونج وتانهاوزر وسادة الشعراء ولوهنجرين وتريستان وذهب إلى لندن لسماع خاتم النيبلونج. سحره فاجنر لكنه لم يقع تحت سحره وهو الوحيد ضمن معاصريه. التقى بليست ثانية عام 1882 في زيورخ.

### السنوات الوسطى

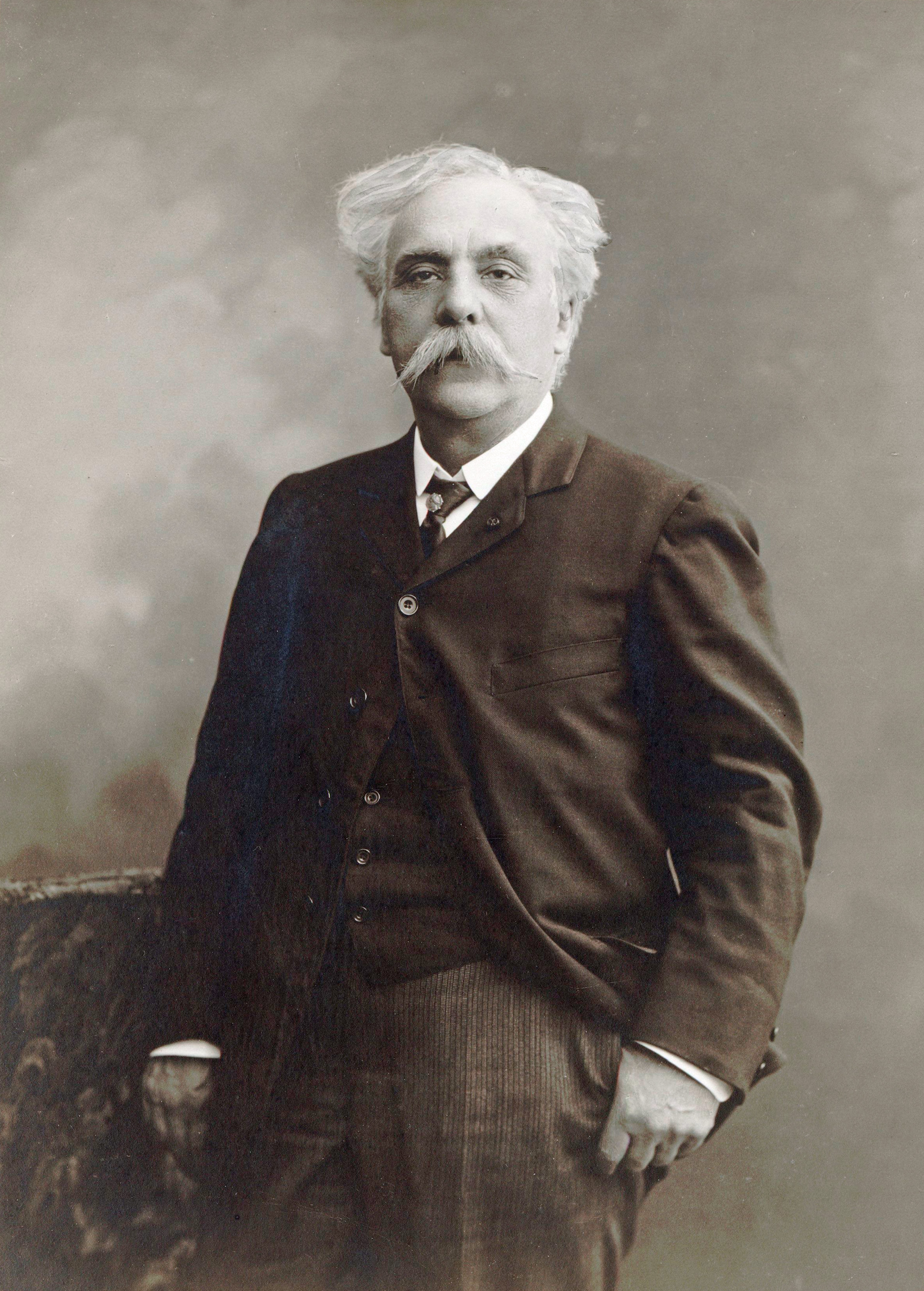
جابرييل فوريه لبيير بوتيت 1905

في 27 مارس 1883 تزوج ماري فرمييه، ابنة نحات مرموق. رغم أنه دائما احتفظ بعاطفة قوية نحو زوجته، فإن شخصيتها المنطوية المريرة الصعبة إضافة للطابع الحسي لديه والرغبة في إرضاء الغير توضح سبب خيانته لها. أنجبا طفلين هما إيمانويل وفيليب. ليعول أسرته قضى فوريه معظم وقته في أنشطة مملة وبلا جدوى مثل تنظيم الصلاة اليومية في كنيسة المادلين التي أطلق عليها اسم وظيفته المالية وأعطى دروسا في البيانو والتأليف. موسيقاه لم تدر عليه دخلا لأن ناشره اشترى حق النسخ الكامل لأغانيه قيمة الواحدة 50 فرانك. أثناء حياته تمكن من التأليف أساسا خلال عطلات الصيف.
الأعمال الأساسية لهذه الفترة كانت مقطوعات للبيانو وعدة اغاني، بما في ذلك التي تشمل مجموعته الثانية. كما حاول أيضا كتابة بعض الأعمال واسعة النطاق، لكن أنكرها بعد عدة عروض، حيث حافظ على نسخ المسودة لحركات معينة، منها لاحقا أعاد استخدام الألحان. الأعمال ذات الصلة كانت السيمفونية في مقام ري مصنف رقم 40 (سيمفونيته الثانية، آخذا في الاعتبار السيمفونية في مقام فا مصنف رقم 20) كتبها في بداية شبابه ورفضها أيضا)، وكونشرتو الكمان مصنف رقم 144 نندم على الذي أكمل منه حركتين. هذا النقد الذاتي الحاد لأن سمعته الأوسع عانت من قلة الأعمال ذات النطاق الواسع في إنتاجه المنشور رغم الوجود والشعبية الكبيرة لقداسه الجنائزي في مصنف رقم 48. نجاح هذا العمل لا يمكن إيضاحه دون إشارة للأعمال الدينية التي سبقته: Cantique de Jean Racine وبعض أعمال الموتيت وخاصة Messe basse لأصوات النساء، التي كتبها عام 1881 أثناء عطلة قضاها في فيلرفيل على ساحل نورماندي. لم يكتب القداس لذكرى شخص معين، على حد قول فوريه «من أجل متعة العمل»، ولم نعرف لوقت طويل أن العمل استغرق أكثر من 20 عاما ليأخذ شكله الحالي، حيث امتد تأليفه من 1877 حتى 1893 وأعادة توزيعه للفرقة الكاملة لم يكتمل حتى 1900. استعادة النسخة التي تطورت بين 1888 و1892 للأوركسترا الصغير (دون آلات الكمان وآلات النفخ الخشبية)، نشر عام 1995. العمل الآخر الهام من هذه الفترة هو رباعية البيانو الثانية مصنف رقم 45. ولمسرح أوديون كتب فوريه مجموعتين من الموسيقى التصورية: كاليجولا مصنف رقم 52 لمأساة كتبها دوماس الأب، وشايلوك مصنف رقم 57 عن مسرحية لإدموند دو هاروكورت عن شكسبير. قدر الموسيقى التصويرية كقالب، حيث كتب يخبر سان صانز أنها «الشكل الوحيد المناسب لمواهبي المتواضعة». المتتالية السيمفونية من شايلوك قلما تعرض، رغم ندرة الأعمال السيمفونية لفوريه.
حتى بلغ نحو الأربعين احتفظ فوريه بحيويته في الشباب ومرحه، شعر بالرضا والسعادة بسهولة مع أصدقائه ولم يكن لديه طموح ملحوظ أو اهتمام بالذات. مع ذلك فسخ خطبته من ماريان فياردوت اظهر عنف معين في مزاجه رغم طبيعته الطيبة الواضحة. في السنوات ما بين 1880-90 غالبا ما عانى من الاكتئاب الذي سماه «طحال». الكثير من الانشغال منعه من التركيز على التأليف؛ كان قلقا من بطء التأليف وتمنى كتابة أعمال طويلة – مثل الكونشرتات والسيمفونيات ومشاريع لا تحصى لأوبرات بالتعاون مع فيرلين وبوشور وسامين وماترلينك ومندس وآخرين. بمرور السنوات يأس من الوصول للجمهور وغضب من العازفين الذين أذوا «دائما نفس الثماني أو العشر مقطوعات». غيرته (التي نساها في الحال) نشأت عن شعبية تيودور دوبوا وشالر لنبفو شارل-ماري ويدور وماسينيه، وذوقه النقي موسيقيا وجدية التعبير جعلته يدين المذهب الإيطالي الواقعي.
فترة 1890 كانت نقطة التحول في حياته وعمله؛ بدأ في تحقيق بعض طموحه: عام 1891 لاقى استقبال في البندقية، مع مجموعة أصدقاء، من الأميرة إدموند دو بولنياك ثم سيساي مونتبليارد. هذه الزيارة المبهجة التي طالب بفترة مكوث قصيرة في فلورنسا، تصادفت مع "الخمسة ألحان مصنف رقم 58” عن قصائد لفيرلين؛ هذه تتنبأ مباشرة بالأغنية الجميلة. كانت أيضا فترة علاقته السعيدة مع إيما بارداك، التي صارت الزوجة الثانية لديبوسي لاحقا، التي أهدى إليها "الأغنية الجميلة"، وأهدى لابنتها "دولي"، المجموعة لدويتو البيانو. في عمل 1892 خلف إرنست جيرو كمفتش للكونسرفتوار الوطني في الأقاليم؛ هذه الوظيفة أراحته من التدريس لكن أجبرته على القيام برحلات مضجرة عبر فرنسا كلها. في 1886 صار عازف الأرغن الأساسي في مادلين، وفي أكتوبر خلف ماسينيه كمدرس للتأليف الموسيقي في الكونسرفتوار. بالنسبة لفوريه كان هذا تعويض بما أنه رفض الوظيفة منذ أربع سنوات حيث اعتبره المدير امبروز توماس ثوري أكثر من اللازم، رغم أن المعهد منحه جائزة لموسيقى الحجرة عام 1893. طلابه في الكونسرفتوار تضمنوا رافيل وإنيسكو وناديا بولانجيه.
الآن بعد تجاوز سن الخمسين، أصبح فوريه معروفا. كان في السابق يلقى التقدير فقط من مجموعة محدودة من الأصدقاء والموسيقيين في «الجمعية الوطنية للموسيقى»؛ ولم تكن هذه الشهرة فموسيقاه كانت حديثة أكثر من اللازم لتظهر في الحفل الموسيقي حيث كان يعتبر فاجنر متقدما. لكن لم يكن النمط المعتاد للفنان المرفوض، فكان يلاقي الاحتفال في الصالونات الكبيرة، مثل صاولن مدام سانت ماسرسو والأميرة إدموند دو بوليناك، التي كانت معقل الطليعة. كان الموسيقى هامة للمجتمع المهتم بشدة بالفن وتقاليده. كان بروست، الذي عرف فوريه، كما كتب مرة له «مسحورا» بموسيقاه، واخذ إلهامه من الوصف لموسيقى فنتوي منها (إحدى شخصيات رواية له). كل من بروست وفوريه النقد على صحبتهما اللامعة لكن السطحية. لكن فوريه لم يكن متغطرسا، وتحرك في هذه الدوائر خلال الصداقة وأيضا بسبب الضرورة، بما أن الصالونات قدمت أفضل الوسائل لجعل موسيقاه معروفة.
كعازف بيانو لم يكن بارعا، مثل صديقه سان صانز، لكنه كان عازفا مثيرا للإعجاب لأعماله، كما يتضح من عدة بكرات بيانو آلي سجلها لشركات هوبفيلد وويلت-مينيون بين 1904 و1913. بكرات «رومانس دون كلمات» رقم 3، باركارول رقم 1 ومقدمة رقم 3 وبافان وليلية رقم 3، سيسليان ولحن وتنويعات وفالس، كابريشيو أرقام 1و3 و4 ما زالت موجودة، وعدة بكرات أعيد تسجيلها على القرص.
غالبا ذهب إلى لندن لمهرجانات خاصة نظمها أصدقاء أوفياء مثل آل ماديسون وفرانك شوستر وجون سنجر سارجنت (الذي رسم بورتريه له)؛ عاد تقريبا كل عام بين 1892 و1900، وبالتالي حصل على تكليف لكتابة موسيقى تصويرية للترجمة الإنجليزية لماترلينك “بلياس ومليزاند" 1898. النسخة الأصلية للأوركسترا الصغير وزعها كونشلين، بما أن فوريه كان مجهدا للغاية؛ اقتبسها فوريه من متتالية مصنف رقم 80، التي تعتبر رائعته السيمفونية. سان-صانز، الذي حث فوريه على كتابة أعمال واسعة النطاق، كلفه بكتابة مأساة غنائية للمدرج المسرحي في بيزييه. هذا العمل "برومثيوث"، الذي كان يقصد أن يعرض في الهواء الطلق، مدون لثلاث فرق آلات نفخ، 100 آلة وترية و12 هارب، وجوقة وأصوات صولو. نجاح الإنتاج في 1901 كان ساحقا وأعيد إحيائه في باريس عام 1907. بمساعدة طالبه المفضل روجر-دوكاس، أ: مل فوريه تقليل التوزيع الأصلي للأوركسترا السيمفوني الطبيعي، نسخة عرضت في أوبرا باريس عام 1917.
من 1903 إلى 1921 كان فوريه ناقدا موسيقيا في صحيفة لوفيجارو. لم يكن ناقدا بالفطرة وشجعه أساسه الحاجة لقبول مهمة حققها بشيء من العذاب الداخلي . كرمه الفطري وسعة أفقه جعله يرى الجوانب الإيجابية من عمل ما، ولم يكن يميل للجدال. حين لم يعجبه عمل ما، فضل أن يظل صامتا. نقده لم يكن لامعا لكن مثيرا لم يعرف كيف يقرأ بين السطور.

### رئيس كونسرفتوار باريس

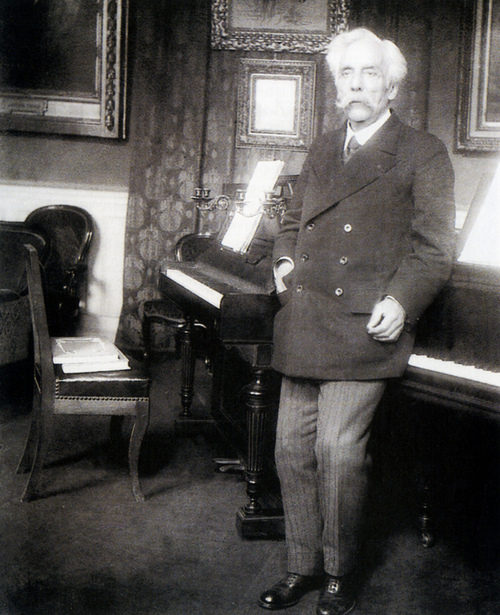
جابرييل فوريه

سنة 1905 كانت مرحلة حاسمة في مشواره الفني: ففي أكتوبر خلف تيودور دوبوا كمدير للكونسرفتوار، حيث بدأ سلسلة إصلاحات هامة أدت لاستقالة أساتذة معينين. في تنفيذ أهدافه ابدى تصميما مذهلا حتى أن خصومه أطلقوا عليه لقب «روبسبيير». القيادة جعلته موسرا لكن ليس بشريا (لم يسعى للثراء قط)، وأيضا جعلته شهيرا فجأة: أعماله عرضت في حفلات هامة، وفي 1909 انتخب المعهد، حيث خلف إرنست إير (فضل عليه تيودور دوبوا عام 1894 ولينبوف عام 1896). مركزه الرسمي لم يمنع من الابتعاد عن الجمعية الوطنية للموسيقى في نفس العام ووافق على رئاسة جمعية منشقة أسسها موسيقيون شباب طردهم الجمعية الوطنية، تقريبا كلهم كانوا طلابه. أيضا الاعتراف به في وقت متأخر خيم عليه صممه المتزايد والأسوأ، الضعف العام لسمعه تعقد بالتشوه النظامي الذي أنتج، كما قال أصوات عالية يسمعها اقل بالثلث والأصوات الأكثر انخفاضا درجة ثالثة أعلى، في حين منتصف المجال ظل صحيحا. مسئوليات الكونسرفتوار تركت له وقت قليل جدا للتأليف واستغرقته خمسة فصول صيف لإكمال الدراما الغنائية «بنيلوبي»، التي أقنعه المغني لوسيان بريفال بالكتابة بالتعاون مع رينيه فوشوا. بدأت عام 1907، استبعدت عام 1910، واكتملت في الوقت للعرض الأول (قام بالبروفة لها راؤول جونسبرج) في مونت كارلو في باريس 1913. العرض الأول في باريس حقق نجاحا كبيرا، لكن العرض انتهى بالإفلاس لمسرح الشانزليزيه في أكتوبر التالي، والإحياء في الأوبرا كوميك تأجل لخمس سنوات بحلول الحرب العالمية الأولى. العمل لم يستعيد نفسه قط من هذه البداية التعسة، رغم صفاته الموسيقية. مرحلة عام «بينلوبي» أيضا كانت لمقطوعات البيانو (الليليات 9-11، الباركارول 7-11) والأغاني «مجموعة أغاني حواء مصنف رقم 95، على أشعار لفان ليربيرج». في خريف 1910 قام فوريه بأطول رحلة له. تم تنظيم الحفلات الموسيقية في سانت بطرسبرغ، حيث تم استقباله الحافل، في هلسنكي وموسكو. لعطلاته في التأليف عاد لسويسرا، حيث وجد الهدوء الذي احتاجه. كتب عمل بنيلوبي في لوزان ولوجانو، حيث ألهمته البحيرات الإيطالية بكتابة عمل «الجنة» وهي أول أغنية من مجموعة «أغنية حواء» التي كتبها في ستريسا.
خلال الحرب ظل فوريه في باريس كرئيس للكونسرفتوار، حيث تخلى عن زياراته لسويسرا لصالح إيفيان أو جنوب فرنسا التي أحبها. سنوات الحرب، مع سنوات 1894 – 1900، كانت الأكثر إنتاجا في حياته. أعماله في هذه الفترة ضمن الأقوى في الموسيقى الفرنسية، حيث تملك قوة غير معتادة بل عنف، تشمل سوناتا الكمان الثانية مصنف رقم 108، سوناتا التشيللو الثانية مصنف رقم 109، الفانتازي للبيانو والأوركسترا مصنف رقم 111، ومجموعة أغاني ثانية لقصائد لفان ليربيج، بعنوان Le jardin clos. خلال هذه المرحلة المنتجة، التي دامت دون توقف حتى عام 1921، راجع لدوراند طبعات أعمال البيانو الكاملة لشومان (أحد مؤلفيه المفضلين) وبالتعاون مع جوزيف بونيت راجع أعمال الأرغن لباخ.

### السنوات الأخيرة والتراث

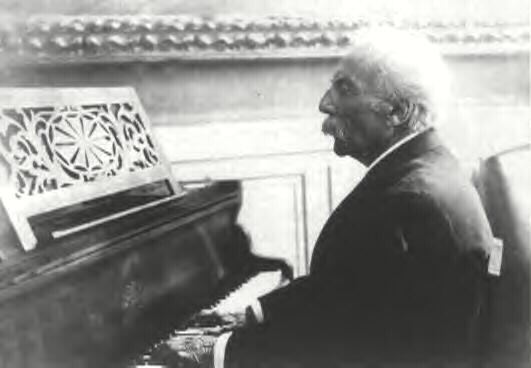
جابرييل فوريه على البيانو

في أكتوبر 1920 استقال من الكونسرفتوار. مع وصول سن 75، يمكنه أخيرا أن يكرس نفسه كليا للتأليف الموسيقي، وأنتج سلسلة أعمال تتوج إنتاجه الكامل: سوناتا التشيللو الثانية، خماسية البيانو الثانية، مجموعة الأغاني L'horizon chimérique وليلية رقم 13. أصبح الآن شهيرا: ففي عام 1921 حصل على وسام الشرف (وهو أمر استثنائي للموسيقى)، وفي 20 يونيو 1922 نظم صديقه فيرناند ميلوت حفل قومي في السوربون، حيث لعب العازفون المعروفون لموسيقاه في حفل تجمع متحمس في وجود الرئيس ميلراند. آخر عامين خيم عليها اعتلاله الصحي، مع الأعراض المتزايدة لتصلب الشرايين وضيق التنفس (بسبب التدخين الشره) والصمم. في أعوام 1922 و1923 قضى شهور طويلة في غرفته أثناء الإشادة بعمله في كل مكان، عرضت «بنيلوبي» في أنتويرب وفي المسرح الروماني في أورانج، و«برومثيوس» في مسرح الشانزليزيه، حيث قاد مانجلبرج القداس الجنائزي. لكن قرب النهاية، سمح للآخرين بزيارته، خاصة للموسيقيين الشباب أمثال آرثر هونيجير، الذي كان معجبا به بشكل محموم إضافة إلى الأعضاء الآخرين من مجموعة الستة. قدراته الإبداعية ظلت متماسكة لكنه كان يصبح مرهقا بسهولة، العملان اللذين كتبهما بين أعوام 1922 و1924 – ثلاثية البيانو والرباعية الوترية، أول محاولاته في ذلك القالب – كانت من الروائع له.
كل الشهود يوافقون على أن فوريه كان جذابا بشكل يفوق العادي، كان داكن البشرة (بالتناقض مع شعره الأشيب) ولديه تعبير بعيد نوعا ما في عينه، صوته ناعم وطريقته في الحديث لطيفة احتفظت بحرف الآر كان بسيطا وساحر. شهرته آخر الأمر لم تعدل من عاداته البسيطة، ظل متعاطفا نحو الآخرين وواضح في أحكامه. في السن الكبير احتفظ بنوع من السكينة، دون خسارة أي من نشاطه الروحاني المميز، لكن ابتعد عن الحسية وعاطفة الأعمال التي كتبها بين 1875 و1895.

## موسيقاه

### الموسيقى الكورالية
من بين القداسات الجنائزية العظيمة للقرن التاسع عشر، القداس الجنائزي الذي كتبه فيردي يبدو كأنه كتبه لدار الأوبرا والذي كتبه برامز يبدو لقاعة الكونسير – قداس فوريه وحده هو الذي يملك مذاق البخور، بلا شك بفضل مشواره الفني كعازف أرغن ومعرفته بالموسيقى الكنسية. هذا عمل ليعزي ويطمئن المؤمنين في مواجهة الموت، بدلا من أن يغلب عليهم الشعور بالحساب؛ ويحذف النص المخيف الكامل ليوم الغضب حيث يسمح فقط بإشارة عابرة له في جزء «حرر روحي». الانطباع الغالب هو السلام والسكينة، الذي يتحول في الأنجوس دي (حمل الله) إلى إذعان مبهج تقريبا. أحد أكثر السمات المبتكرة للعمل كان توزيعه الأوركسترالي، الذي حذف آلات الكمان وآلات النفخ الخشبية لابتكار صوت سعيد بدفء. لكن بناء على طلب ناشر فوريه، أعيد كتابة القداس الجنائزي لأوركسترا كامل عام 1900، وهذه هي النسخة المستخدمة بشيوع اليوم.
كتب فوريه العديد من الأعمال الدينية، منها «القداس المقروء» القصيد للأصوات العليا هو الأشهر. كتبه في الأصل بالتعاون مع ميساجر، راجعه فوريه عام 1906 ليجعله خاص به بالكامل، مبتكرا عمل مذهل لوضوح وبساطة عاطفته الدين.

### الموسيقى الأوركسترالية
معظم الموسيقى الأوركسترالية لفوريه كتبها إما كتكليف من المسرح أو كمسودة لمقطوعات آلية موجودة. لا توجد سيمفونيات أو كونشرتات، وربما بسبب هذا، أغفلت أعماله الأوركسترالية لحد ما – وهو أمر مؤسف، بما أن معظمها يتميز بأعلى جودة ويظهر تجدده المتميز ووضوحه. متتالية "ماسك بيرجامسك" بدأت في الظهور كعمل صممت له الرقصات ملهم بلوحات واتو. هي في الأساس موسيقى خفيفة وغير متطلبة. الموسيقى التصويرية التي كتبها فوريه لمسرحية ماترلينك “بلياس ومليزاند"، أيضا تحولت إلى متتالية، لها طابع لاذع وتضم في الحركة الثالثة أحد أفضل الألحان الحزينة التي كتبها بإرادته. في الحركة الواحدة "مرثية لأوركسترا التشيللو"، هذا الحزن يقترب من أي شيء كتبه فوريه للتعبير المأساوي الصادق عن الحزن. ونجد نغمة مؤسفة في البافان للأوركسترا، وهو عمل غير متظاهر اتضح أنه الأشهر في أعماله الأوركسترالية.

### موسيقى الحجرة
إذا كان فوريه ينتقد ذاته بشكل غير مناسب ويشعر بالعصبية تجاه كتابة الأعمال الأوركسترالية، في موسيقى الحجرة لم تكن لديه هذه المشاعر، حيث أنتج عددا مختلفا من الأعمال التي تتميز بجودة عالية لا يضاهيها شيء في الموسيقى الفرنسية في هذه الفترة. معظمها بالأخص الرباعتيين للبيانو، تملك البعد والطاقة التي تربطك مع الموسيقى الأوركسترالية، وتقريبا كلها تتضمن جزء البيانو. من ضمن موسيقى الحجرة في المرحلة المبكرة له، أشهر عملين له "سوناتا الكمان رقم 1” و"رباعية البيانو رقم 1”، كلاهما كتبه في منتصف 1870 وتميز كلاهما بكئابة أساسية تقللها حركات لامعة تشبه الاسكرتزو. كل من "رباعية البيانو رقم 2” و"سوناتا الكمان رقم 2” أعمال أكثر كئابة، حيث تتطور المادة اللحنية من حركاتها الأولى بمهارة في أقسام لاحقة.

### موسيقى البيانو
مثل موسيقى الحجرة، أعمال البيانو لفوريه مقطوعات شديدة الذاتية مزاجها استبطاني. اختيار الأشكال – الليليات والباركارول والمقدمات والارتجالات – تكشف عن دينه لجيل سابق: شوبان للتركيز الشاعري ووضوح التعبير، ودينه لليست (الذي عرفه فوريه جيدا) فالتلوين المتقلب لعمله. الإسهام الفريد لفوريه كان المغامرة الهارمونية، وميل للتغايرات غير المتوقعة التي تخلق صفة قلقة ومراوغة كأن الموسيقى لا تكون دائما متأكدة تماما إلى أين تذهب. في أعماله الأخيرة للبيانو، بالأخص آخر ثلاث مقطوعات ليلية، هذا الطابع الحالم القلق يتكثف، خالقا موسيقى غامضة بشكل يثير الفضول لكنه مؤثر بشكل غريب.

### الأغاني
كتب فوريه تقريبا مائة أغنية عبر مشواره الفني، ولكنها تستعرض موهبته الغنائية في أفضل صوره رفيعة وفصيحة لها. تشمل ألحان لأشعار بودلير وجوتييه وفكتور هوغو، لكن الشاعر الذي تعاطف معه الأقوى يبدو أنه بول فيرلان، الذي ألهم بعض أكثر كتاباته الحسية والمركزة. كل من الشاعر والمؤلف يهتمان بالجو العام أكثر من الوصف، والجزء الآلي في هذه الأغاني لا يتصرف أبدا كمجرد مصاحبة لكن بدلا من ذلك يشكل ويوجه الخط الصوتي بطرق تعدل المزاج برقة. “الأغنية الجميلة"، الأروع من مجموعة أغانيه، تملك شعورا جديدا ومؤثرا يعكس شعور فوريه تجاه العازفة الأولى للعمل، وهي عشيقته إيما بارداك.
من أعماله الأخرى:
- أوبرا بينيلوبي (1913 م)؛
- بروميتيوس -من الجبابرة، شخصية ميثولوجية إغريقية- (1900 م).

## روابط خارجية
- غابرييل فوري على موقع أوليمبيديا (الإنجليزية)
- غابرييل فوري على موقع IMDb (الإنجليزية)
- غابرييل فوري على موقع الموسوعة البريطانية (الإنجليزية)
- غابرييل فوري على موقع ألو سيني (الفرنسية)
- غابرييل فوري على موقع ميوزك برينز (الإنجليزية)
- غابرييل فوري على موقع أول موفي (الإنجليزية)
- غابرييل فوري على موقع قاعدة بيانات برودواي على الإنترنت (الإنجليزية)
- غابرييل فوري على موقع قاعدة بيانات الأفلام السويدية (السويدية)
- غابرييل فوري على موقع إن إن دي بي (الإنجليزية)
- غابرييل فوري على موقع أول ميوزيك (الإنجليزية)
- غابرييل فوري على موقع ديسكوغز (الإنجليزية)